# Państwowy Instytut Naukowy Leczniczych Surowców Roślinnych
Państwowy Instytut Naukowy  Leczniczych Surowców Roślinnych – jednostka organizacyjna Ministra Zdrowia istniejąca w latach 1947–1961, powołana w celu opracowania naukowych podstaw i metod hodowli i uprawy roślin leczniczych oraz ich racjonalnej eksploatacji.

## Powołanie Instytutu
Na podstawie dekretu z 1947 r. o utworzeniu Państwowego Instytutu Naukowego Leczniczych Surowców Roślinnych ustanowiono Instytut.

## Zadania Instytutu
Do zadań Instytutu w szczególności należało:
- aklimatyzacja, selekcja i uszlachetnianie roślin leczniczych, mnożenie elit i dostarczanie wyselekcjonowanych odmian i nasion plantacjom krajowym w celu uprawy;
- badania farmakognostyczne jakości i sposobów przetwórstwa roślin w kierunku podniesienia ich właściwości leczniczych;
- prowadzenie innych badań naukowych w dziedzinie farmakognozji i zielarstwa;
- doświadczalnictwo polowe w kierunku racjonalizacji uprawy i opracowywania nowych metod uprawy roślin leczniczych, dotychczas nieuprawianych kraju;
- naukowo-doświadczalna kontrola  stosowanych dotychczas i opracowywania nowych metod wytwórczości i przetwórczości farmaceutycznych leczniczych surowców roślinnych;
- urzędowa ocena i opracowywanie norm i standardów leczniczych surowców roślinnych, przeznaczonych dla rynku krajowego i eksportu;
- współpraca z rolnictwem, leśnictwem i przemysłem na polu badań praktycznych w zakresie realizacji i unormowania wytwórczości krajowej środków leczniczych pochodzenia roślinnego i ich surowców;
- współpraca z pokrewnymi zakładami naukowo-badawczymi.

## Kierowanie Instytutem
Na czele Instytutu stał dyrektor powołany przez Ministra Zdrowia w porozumieniu z Ministrem Rolnictwa i Reform Rolnych.
Z dyrektorem Instytutu współpracowała rada naukowa jako organ doradczy.

## Zniesienie Instytutu
Na podstawie ustawy z 1961 r. o instytutach naukowo-badawczych zniesiono Instytut.